# Burgauberg-Neudauberg
Burgauberg-Neudauberg est une commune d'Autriche, dans le Burgenland. Elle fait partie du district de Güssing.